# Hemilamprops uniplicata
Hemilamprops uniplicata är en kräftdjursart som först beskrevs av Georg Ossian Sars 1872.  Hemilamprops uniplicata ingår i släktet Hemilamprops, och familjen Lampropidae. Arten är reproducerande i Sverige.